# Tha thứ

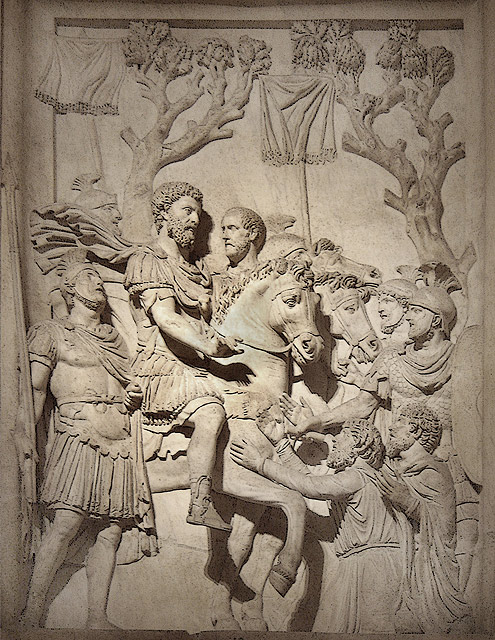
Hoàng đế Marcus Aurelius thể hiện lòng nhân từ đối với kẻ bại trận sau thành công chống lại các bộ lạc.(Bảo tàng Capitoline ở Rome)

Tha thứ (tiếng Anh: forgiveness) là quá trình có chủ ý và tự nguyện mà nạn nhân trải qua sự thay đổi trong cảm giác và thái độ khi đối mặt với sự xúc phạm hay phạm tội, từ bỏ những hận thù hoặc trừng trị kẻ đã làm nhục, dù có thể là hợp pháp hay hợp lý về mặt đạo đức, và với một sự mong muốn tăng khả năng người đã phạm lỗi lầm sẽ tốt hơn. Tha thứ khác với bỏ qua (không xem hành động là sai trái và cần được tha thứ), xin lỗi (không bắt người phạm tội phải chịu trách nhiệm về hành động đó), quên (xóa bỏ khỏi ý thức về hành vi phạm tội), ân xá (được xem là một sự thừa nhận hành vi phạm tội bởi một đại diện của xã hội, chẳng hạn như thẩm phán), và hòa giải (khôi phục một mối quan hệ).
Trong một số bối cảnh nhất định, tha thứ là một thuật ngữ pháp lý để xác nhận hay từ bỏ mọi khiếu nại về khoản nợ, khoản vay, nghĩa vụ hoặc những yêu cầu khác.
Là một khái niệm tâm lý và đức hạnh, lợi ích của sự tha thứ đã được khám phá trong tư tưởng tôn giáo, khoa học xã hội và y học. Tha thứ có thể được xét đơn giản về mặt người tha thứ bao gồm cả tha thứ cho chính bản thân mình, về mặt người nhận tha thứ hoặc về mối quan hệ giữa người tha thứ và người được tha thứ. Trong hầu hết ngữ cảnh, tha thứ được cho đi mà không chút mong đợi nhận lại sự công bằng, và không có bất kỳ sự đền đáp lại nào từ phía người phạm lỗi (chẳng hạn, người ta có thể tha thứ cho một người không liên lạc hoặc đã chết). Trong thực tế, người phạm lỗi cần thiết có thể bày tỏ sự thú nhận, một lời xin lỗi hoặc thậm chí yêu cầu sự tha thứ, để người sai lầm tin rằng họ cũng có thể nhận được sự tha thứ.
Những khía cạnh chính trị và xã hội cho sự tha thứ liên quan đến phạm vi riêng tư và tôn giáo của "sự tha thứ". Khái niệm "tha thứ" thường hiếm xuất hiện trong lĩnh vực chính trị. Tuy nhiên, Hannah Arendt cho rằng "khả năng tha thứ" - "faculty of forgiveness" đã có chỗ đứng trong các vấn đề công cộng. Các triết gia có niềm tin rằng tha thứ có thể giải phóng các nguồn lực của cả từng cá nhân đến một tập thể lớn hơn khi đối diện với những điều không thể bù đắp được. Trong một cuộc điều tra ở Rwanda về những bài diễn thuyết và thực hành tha thứ sau nạn diệt chủng năm 1994, nhà xã hội học Benoit Guillou đã phác họa tính đa nghĩa cùng cực của từ "tha thứ" nhưng cũng là một cách biểu hiện đặc điểm khái niệm này trong chính trị. Kết thúc công trình của mình, tác giả đề xuất bốn hình thái chính của sự tha thứ để hiểu biết rõ hơn, một mặt, về cách dùng mơ hồ và mặt khác, theo đó hoàn cảnh cho sự tha thứ có thể làm trung gian hàn gắn kết nối xã hội.
Đa số các tôn giáo trên thế giới đều chứa đựng những giáo lý cốt lõi về sự tha thứ, và nhiều giáo lý đã đặt nền tảng căn bản cho nhiều truyền thống cũng như thực hành tha thứ hiện đại. Một số học thuyết hay triết học tôn giáo chú trọng nhiều hơn đến nhu cầu con người tìm kiếm một sự tha thứ thiêng liêng nào đó cho những thiếu sót của chính họ, trong khi những người khác nhấn mạnh hơn vào sự cần thiết con người nên thực hành tha thứ cho nhau, nhưng số khác lại ít hoặc không phân biệt giữa con người với sự tha thứ thiêng liêng.